# あたみ温泉
あたみ温泉（あたみおんせん）は、大分県大分市末広町にある温泉。JR大分駅近くにある大深度地熱温泉である。2024年（令和6年）12月28日で閉店することとなった。

## 概要
1956年（昭和31年）に開業した銭湯の風情を残す建物で、温泉は1983年（昭和58年）に掘削された。湯の色は黒褐色で泉質はナトリウム炭酸水素塩泉。源泉の温度は摂氏52度である。豆タイルの壁、飴色の木製ロッカー、富士山などの背景画などを残し、大分県のサイトでは「昭和レトロ感溢れる温泉」として紹介されている。浴槽は「熱湯」と「ぬる湯」の二層式で、蛇口は鯉（男湯）と象（女湯）の形となっている。
2024年（令和6年）12月28日で閉店することとなった。

## アクセス
- 鉄道：JR大分駅府内中央口から徒歩で約3分[2]